# Калюлю, Жедеон
Жедео́н Тшингома́ Калюлю́ Кьятенгва́ (фр. Gédéon Tshingoma Kalulu Kyatengwa; род. 29 августа 1997, 8th arrondissement of Lyon) — конголезский футболист, полузащитник лимасольского «Ариса» и сборной ДР Конго.

## Клубная карьера
Калулу — воспитанник клубов «Сен-Фон», «Сен-Прё» и «Олимпик Лион». В 2015 году он дебютировал за дублирующий состав. В 2018 году Жедеон провёл сезоне в «Бурк-ан-Брес — Перонна» на правах аренды. Летом 2019 года Калулу перешёл в «Аяччо». 13 августа в поединке Кубка французской лиги против «Валансьена» Калулу дебютировал за основной состав. 16 августа в матче против «Шатору» он дебютировал в Лиге 2. 29 ноября в поединке против «Шамбли» Жедеон забил свой первый гол за «Аяччо».
Летом 2022 года Калулу перешёл в «Лорьян», подписав контракт на четыре года. 7 августа в матче против «Ренна» он дебютировал в Лиге 1.
В августе 2025 года перешёл в лимасольский «Арис», подписав трёхлетний контракт.

## Международная карьера
13 октября 2020 года в товарищеском матче против сборной Марокко Калулу дебютировал за сборную Демократической Республики Конго.
В 2024 году Калулу принял участие в Кубке Африки 2023 в Кот-д’Ивуаре. На турнире он сыграл в матчах против сборных Замбии, сборных Марокко, сборных Танзании, сборных Египта, сборных Гвинеи и сборных Кот-д’Ивуара.